# Murray S. Klamkin
Murray Seymour Klamkin (5 de marzo de 1921 - 6 de agosto de 2004) fue un matemático estadounidense, conocido como prolífico proponente y editor de desafiantes problemas matemáticos profesionalmente. 

## Semblanza
Klamkin nació en 1921 en Brooklyn, Nueva York. Recibió una licenciatura por la Cooper Union en 1942 y, después de cuatro años de servicio en el Ejército de los Estados Unidos, obtuvo una maestría del Instituto Politécnico de Brooklyn en 1947, donde enseñó desde 1948 hasta 1957. 
Después de esto, Klamkin trabajó en AVCO, enseñó en la Universidad de Búfalo (1962-1964), y trabajó como científico investigador principal en Ford Motor Company (1965-1976). Durante este período, también fue profesor visitante en la Universidad de Minnesota. Después de dejar Ford, se convirtió en profesor en la Universidad de Waterloo. De 1976 a 1981, fue presidente del Departamento de Matemáticas de la Universidad de Alberta.
Después de 1981 se convirtió en profesor emérito en Alberta. Murió en 2004.

## Problemas matemáticos
Klamkin era conocido internacionalmente como un prolífico proponente y editor profesional de problemas y retos matemáticos. Trabajó como editor de problemas para la Revista de la SIAM, el American Mathematical Monthly y muchas otras revistas. También fue conocido por su labor en concursos matemáticos de alto nivel, como la Olimpiada Matemática de EE. UU., la Olimpiada Internacional de Matemática y la Competición Putnam. En 1988, la Asociación Matemática de América le otorgó su máxima distinción, el Premio al Servicio Distinguido de Matemáticas. En 1992, la Federación Mundial de Concursos Nacionales de Matemáticas le otorgó a Klamkin el Premio David Hilbert por sus contribuciones a los concursos de matemáticas.